# 達維代什蒂鄉

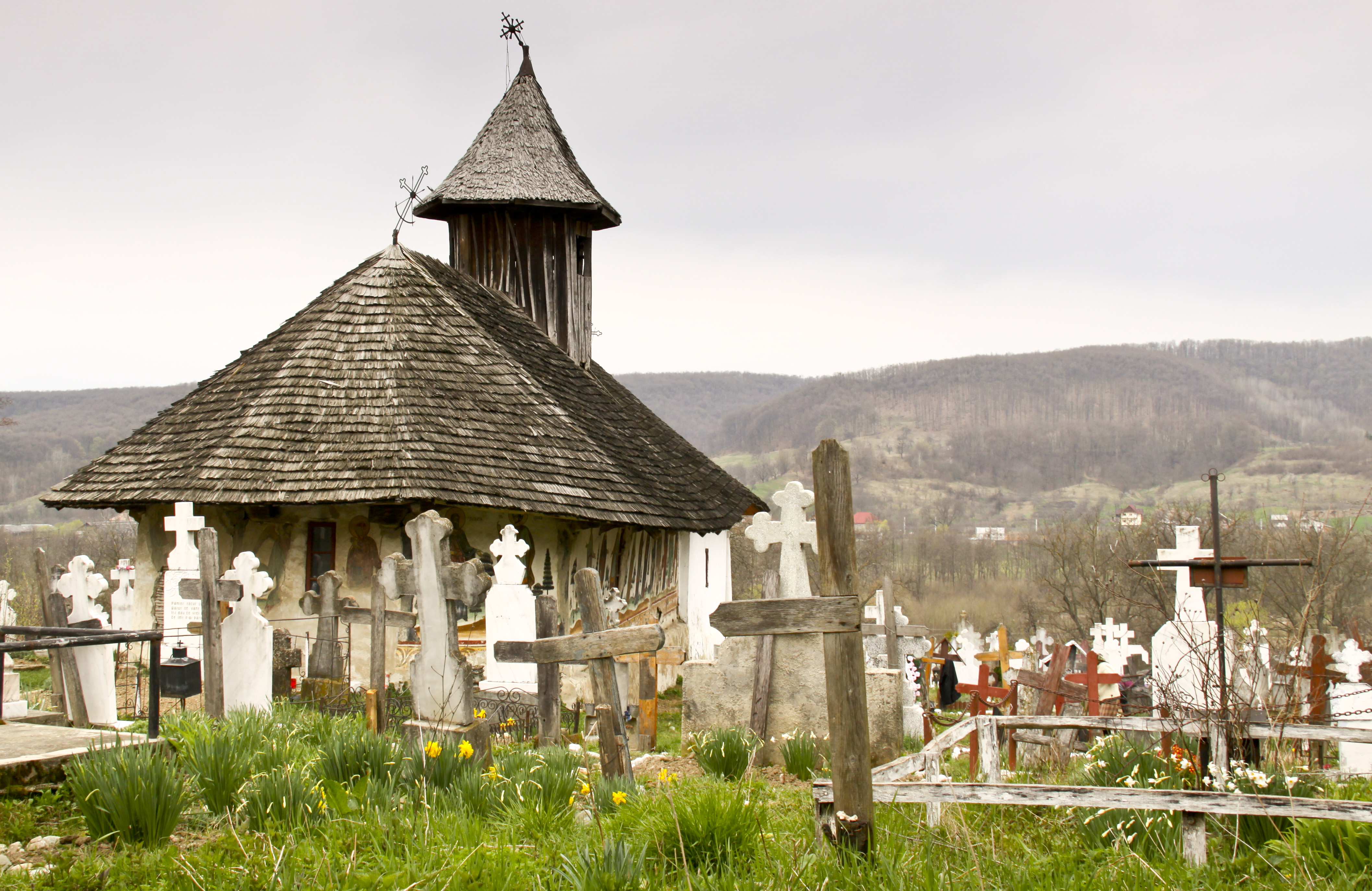
達維代什蒂鄉

45°00′28″N 25°02′55″E / 45.0078°N 25.0487°E
達維代什蒂鄉（羅馬尼亞語：Comuna Davidești, Argeș），是羅馬尼亞的鄉份，位於該國中南部，由阿爾傑什縣負責管轄，面積42平方公里，海拔高度365米，2007年人口2,950，人口密度每平方公里70人。